# Joseph Pape

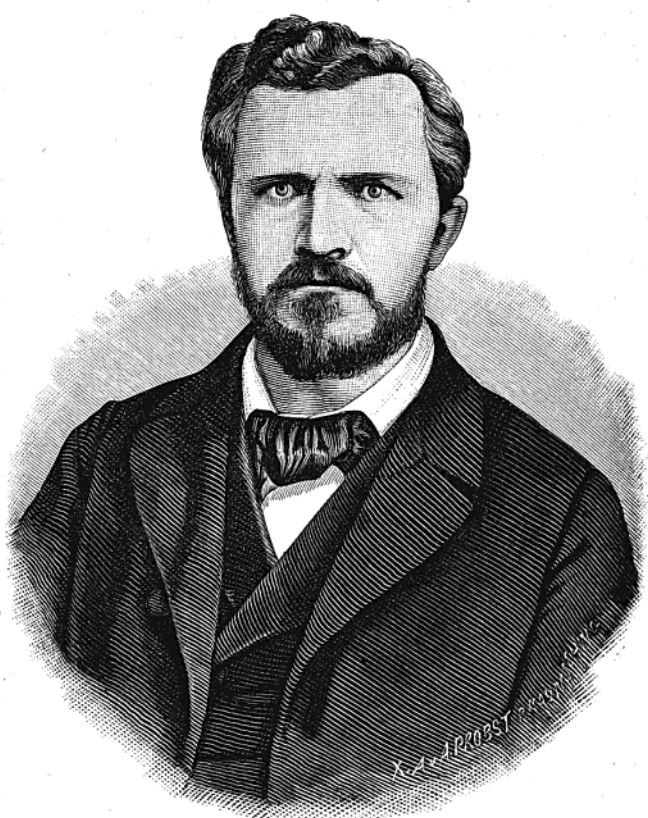
Joseph Pape

Joseph Pape (* 4. April 1831 in Eslohe; † 16. Mai 1898 in Büren) war ein deutscher Jurist und Schriftsteller.

## Leben

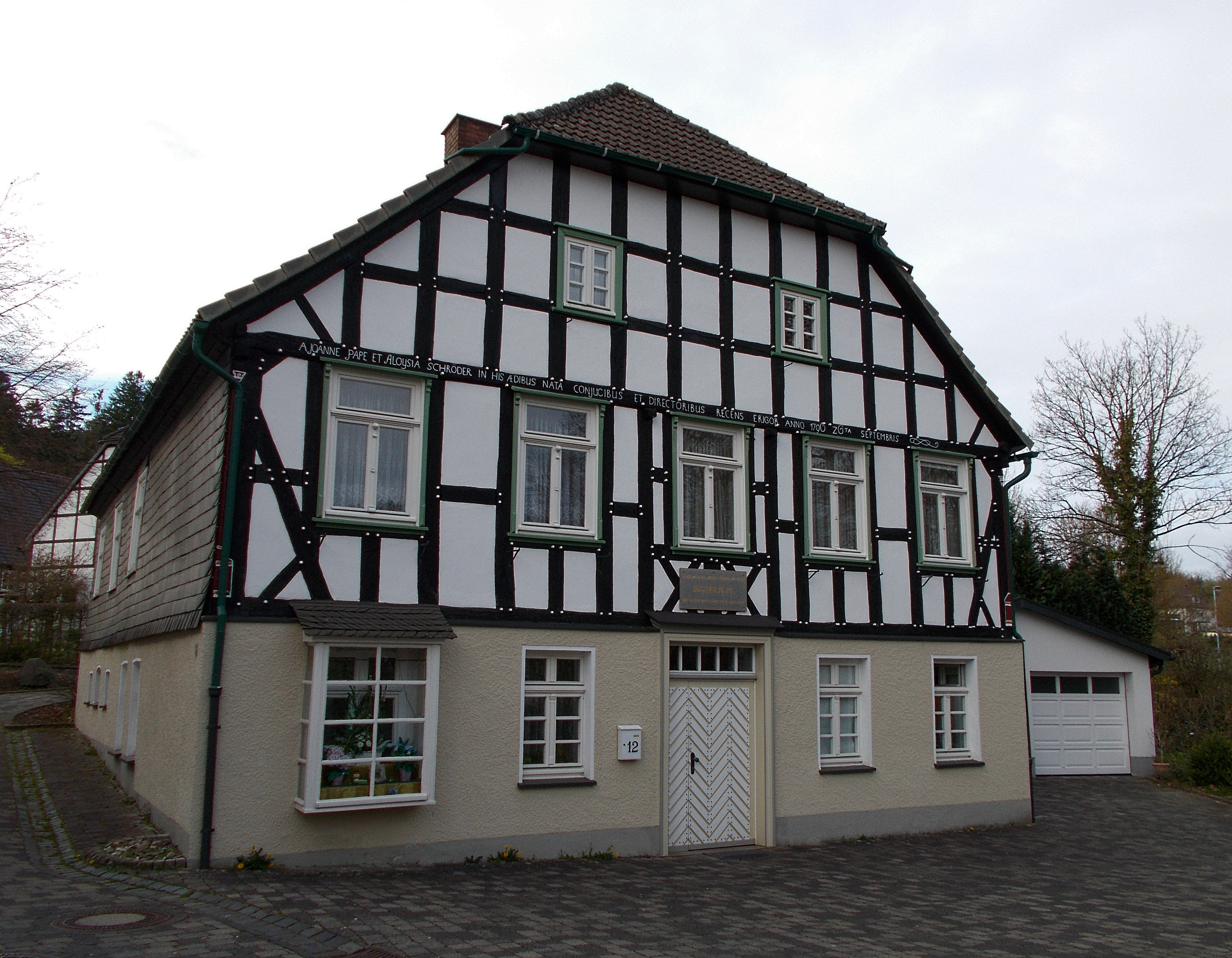
Geburtshaus

Er wurde als Sohn eines Landwirts in Eslohe geboren. Am 24. Oktober 1831, kurz nach seiner Geburt, verstarb sein Vater. Daraufhin zog seine Mutter zunächst zu ihrem Onkel, dem ansässigen Dorfpfarrer. Nach dessen Tod im Jahr 1841 zog sie mit ihrem Sohn zu einem weiteren Onkel nach Hellefeld. Dieser war dort ebenfalls Pfarrer. 
Zu den Besuchern des Pfarrers gehörten damals Persönlichkeiten wie der Maler Heinrich von Rustige. Der junge Pape wurde in den folgenden Jahren von dem Geistlichen auf das Gymnasium vorbereitet. Vier Jahre später kam Pape auf das Laurentianum Gymnasium nach Arnsberg. Dort lernte er den Mitschüler Friedrich Wilhelm Grimme kennen. Beide verband seit dieser Zeit eine feste Freundschaft. Pape widmete ihm seine ersten Gedichte und lernte über Grimme den Dichter Christoph Bernhard Schlüter kennen.
Im Jahr 1849 bestand Pape die Reifeprüfung mit Auszeichnung. Nachfolgend studierte er Rechtswissenschaften zunächst an der Universität München und ab 1850 an der Eberhard Karls Universität Tübingen. Ein Jahr später wechselte er zur Universität Berlin. In den Jahren von 1853 bis 1857 war er Gerichtsreferendar in Arnsberg. 1857 legte Pape sein Assessorexamen ab. 
Im Jahr 1861 gründete er eine Familie und ließ sich in Hilchenbach als Rechtsanwalt und Notar nieder. Er erkrankt später an der Basedowschen Krankheit und zieht im Jahr 1866 aus familiären Gründen nach Büren. Dort war er am Amtsgericht tätig. Im Jahr 1885 wurde er zum Justizrat ernannt. 
Joseph Pape verstarb nach langer Krankheit im Jahr 1898.

## Werke (Auswahl)
- Bertha Maria: Schauspiel in drei Aufzügen (zuvor erschienen unter Friedrich von Spee) Köln, 1863
- Das Liebespaar von Andernach: Vaterländisches Trauerspiel in fünf Aufzügen, Paderborn, 1869
- Iut'm Siuerlanne, Schöningh, Paderborn 1878
- Das Kaiser-Schauspiel, Verlag von Christ. Hagen, Büren, 1886

## Ehrungen
- Die Straße in Eslohe, in der sein Geburtshaus steht, wurde nach ihm benannt.
- Auch in Büren gibt es eine Straße, die nach Joseph Pape benannt ist.